# Франкоа
Франкоа (лат. Francoa) — олиготипный род двудольных растений семейства Франкоевые (Francoaceae). Выделен испанским ботаником Антонио Хосе Каванильесом в 1801 году.
В альтернативных классификациях может включаться в состав семейства Saxifragaceae.
Род назван в честь испанского ботаника М. Франко.

## Классификация
В состав рода включены три вида:
- Francoa appendiculata Cav.typus[1]
- Francoa ramosa D.Don
- Francoa sonchifolia Cav.

## Распространение
Все виды являются эндемиками Чили.

## Общая характеристика
Цветки в основном светло-фиолетовые (у Francoa ramosa беловатые).
Светолюбивы.

## Значение
Легко поддаются культивированию.